# Turismo em Bonito (Mato Grosso do Sul)

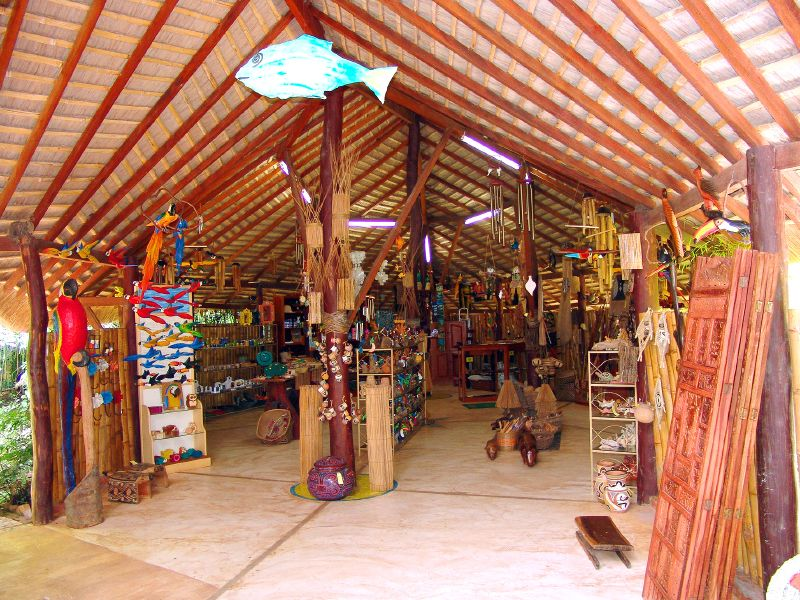
Tenda de artesanato em Bonito

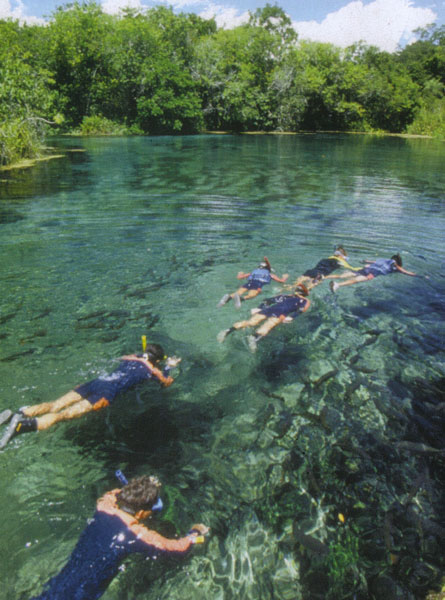
Snorkeling em Bonito, na Serra da Bodoquena

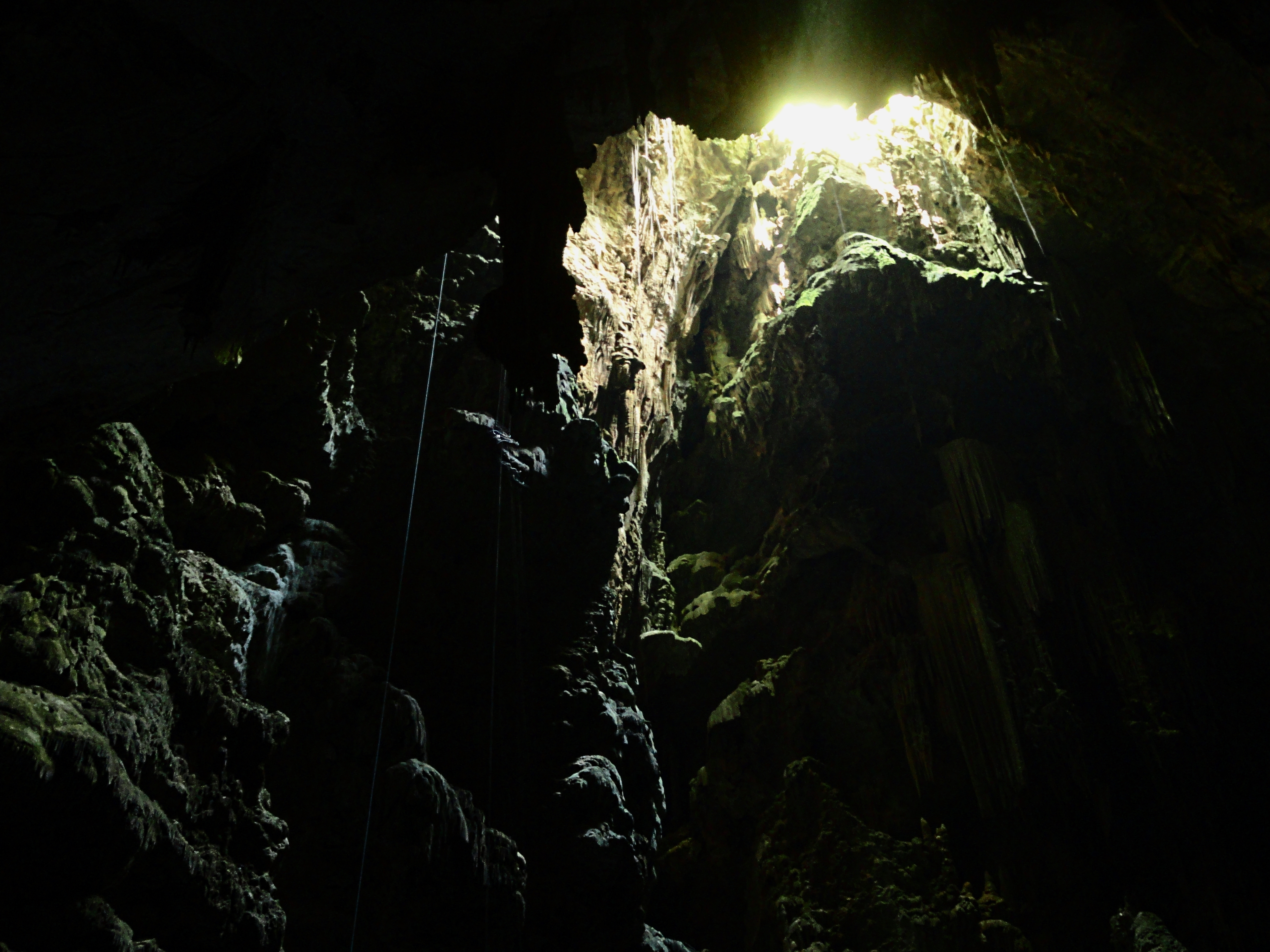
Guia de rapel pendurado nas cordas (centro esquerda), no acesso do Abismo Anhumas, (2013)

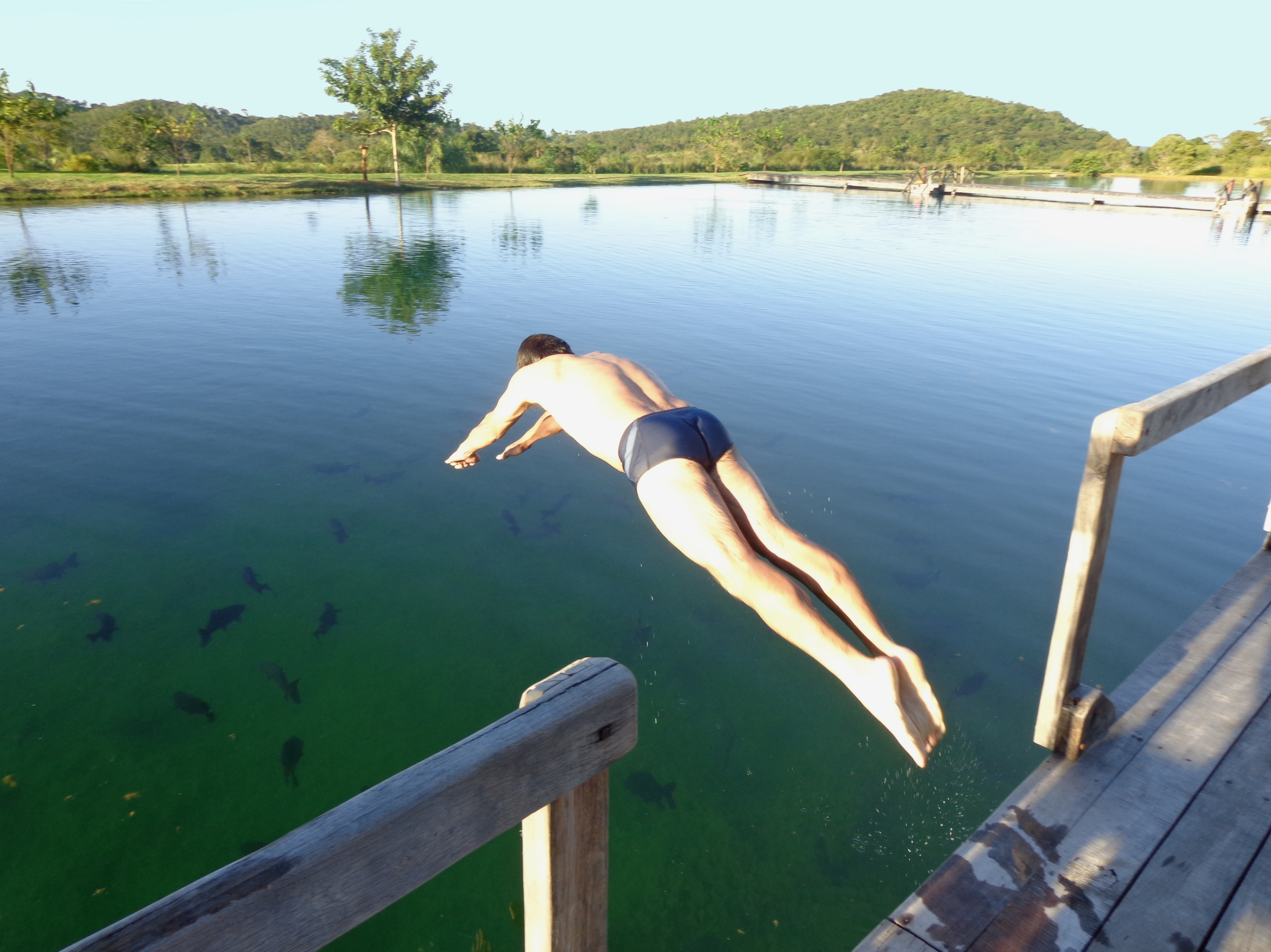
Lago de fazenda de ecoturismo, (2013)

O turismo em Bonito, cidade localizada no estado de Mato Grosso do Sul, baseia-se principalmente nos recursos naturais locais. O rio Formoso e sua fauna e flora é um local de visita conhecido, bem como o Balneário Municipal e a Gruta do Lago Azul.
É a principal cidade turística da região da Serra da Bodoquena (juntamente com Bodoquena, Jardim e Guia Lopes da Laguna), sendo o turismo a principal atividade da região.